# Custos rotulorum del Lincolnshire
Quella che segue è una lista dei custodes rotulorum del Lincolnshire.
- William Cecil, I barone Burghley 1549 – dopo il 1584
- Thomas Cecil, I conte di Exeter prima del 1594 – dopo il 1608
- William Cecil, II conte di Exeter prima del 1621–1640
- Montagu Bertie, II conte di Lindsey 1640–1666

Dal 1666 la carica di custos rotulorum del Devon coincise con quella di lord luogotenente del Lincolnshire. Per vedere gli altri custos rotulorum del Lincolnshire vedi la pagina lord luogotenente del Lincolnshire.